# Vaughan Coveny
Vaughan Coveny (13 de diciembre de 1971 en Wellington) es un exfutbolista neozelandés. Es actualmente el asistente del técnico de la reserva del Melbourne Victory. Es uno de los jugadores más destacados de Nueva Zelanda, ya que ostenta el récord de ser el máximo goleador de la selección neozelandesa. 

## Carrera
Comenzó jugando al fútbol en el Waterside Karori en 1990. Luego rondó por una serie de clubes neozelandeses y australianos hasta llegar en 1995 al South Melbourne FC, allí jugó durante casi 10 años y logró dos veces la National Soccer League. En 2004 abandonó el club y jugó en el Newcastle Jets, para luego recalar en el Wellington Phoenix, donde jugó desde 2007 hasta 2009. Ese mismo año firmó con el South Melbourne FC y finalmente se retiró allí.

### Clubes

#### Como jugador
| Club                        | País          | Año         |
| --------------------------- | ------------- | ----------- |
| Waterside Karori            | Nueva Zelanda | 1990        |
| Miramar Rangers             | Nueva Zelanda | 1991 - 1992 |
| Melbourne Knights           | Australia     | 1992 - 1993 |
| Wollongong Wolves           | Australia     | 1993 - 1995 |
| South Melbourne FC          | Australia     | 1995 - 2004 |
| Essendon Royals             | Australia     | 2004        |
| South Melbourne FC          | Australia     | 2005 - 2006 |
| Newcastle Jets (a préstamo) | Australia     | 2005 - 2006 |
| Newcastle Jets              | Australia     | 2006 - 2007 |
| Wellington Phoenix          | Nueva Zelanda | 2007 - 2009 |
| South Melbourne             | Australia     | 2009        |

#### Como técnico
| Club                            | País      | Año               |
| ------------------------------- | --------- | ----------------- |
| South Melbourne                 | Australia | 2010 - 2011       |
| Reserva Melb. Vict. (asistente) | Australia | 2011 - actualidad |

### Selección nacional
Representó 60 veces a Nueva Zelanda y convirtió 28 goles, siendo el máximo anotador de la historia del seleccionado neozelandés. Ganó con la selección en una ocasión la Copa de las Naciones de la OFC, en 1998.